# Woodville (Texas)
Woodville is een plaats (town) in de Amerikaanse staat Texas, en valt bestuurlijk gezien onder Tyler County.

## Demografie
Bij de volkstelling in 2000 werd het aantal inwoners vastgesteld op 2415.
In 2006 is het aantal inwoners door het United States Census Bureau geschat op 2296, een daling van 119 (-4,9%).

## Geografie
Volgens het United States Census Bureau beslaat de plaats een oppervlakte van
8,2 km², geheel bestaande uit land. Woodville ligt op ongeveer 82 m boven zeeniveau.

## Plaatsen in de nabije omgeving
De onderstaande figuur toont nabijgelegen plaatsen in een straal van 44 km rond Woodville.